# Club ATV Piñas
El Club ATV Piñas es un equipo de fútbol profesional de la ciudad de Piñas, Provincia de El Oro, Ecuador. Fue refundado el 9 de abril de 2015. Su directiva está conformada por el presidente, Vicepresidente, el Secretario, el Tesorero y el Coordinador; su presidente es el Lcdo. Efrén Veintimilla. Se desempeña en el Campeonato Provincial de Segunda Categoría de El Oro, también en la Segunda Categoría del Campeonato Ecuatoriano de Fútbol.
Está afiliado a la Asociación de Fútbol Profesional de El Oro.

## Historia
El club ATV de la ciudad de Piñas ha sido un equipo tradicional dentro de la provincia de El Oro y un constante animador de los torneos de Segunda Categoría, por el club se han destacado jóvenes jugadores que han logrado desarrollar un buen juego en el equipo; durante las últimas temporadas el equipo se mantuvo peleando la oportunidad de clasificar a la fase zonal del torneo provincial de Segunda Categoría, en el torneo 2015 logró clasificarse al hexagonal final pero no clasificó a la siguiente ronda terminó sexto.
En temporadas anteriores también tuvo destacadas actuaciones como en 2012 donde terminó primero del grupo 2, esto se debe a que el equipo realiza una muy buena pretemporada como parte del trabajo realizado por parte del cuerpo técnico se jugaron partidos amistosos que ayudaron para mejorar el juego, probar nuevos jugadores y definir el formato táctico del equipo. Estas razones son algunas de las importantes por las cuales el club se ha destacado en los últimos años en los torneos de Segunda Categoría provinciales.
También por el equipo han pasado jugadores históricos como en la temporada 2015 el refuerzo estrella fue el exjugador de Barcelona Sporting Club y de la selección de fútbol de Ecuador, Nicolás Asencio, quien durante el torneo provincial a sus 40 años volvió a disputar un torneo de fútbol profesional. Durante los meses que estuvo en el equipo Asencio se convirtió en la sensación del cantón y de la afición, con su experiencia y amplio recorrido le aportó al equipo grandes cosas que sirvieron para pasar de ronda, también los jóvenes jugadores aprendieron de su experiencia y que les servirá en el futuro.